# Adam Reach
Adam Michael Reach (ur. 3 lutego 1993 w Chester-le-Street) – angielski piłkarz występujący na pozycji obrońcy w Sheffield Wednesday.